# 民国史学的转折
《民国史学的转折——中国社会史论战研究（1927-1937）》，陈峰著，2010年山东大学出版社出版，考察中国社会史论战。

## 内容
该书首先梳理了社会史论战的脉络。将社会史论战划分为三个阶段。论述特点是从学术史角度展开。重心是考察社会史论战的学术意义，并将马克思主义史学和胡适等人的实证史学相对照。